# Zigmas Jukna
Zigmas Jukna (Palūksčiai, 1935. július 13. – Vilnius, 1980. október 7.) olimpiai és világbajnoki ezüstérmes, Európa-bajnok szovjet válogatott litván evezős.

## Pályafutása
A Žalgiris Vilnius versenyzője volt. Három olimpián vett részt. 1960-ban kormányos kettesben ezüstérmes, 1964-ben ötödik helyezett, 1968-ban bronzérmes lett nyolcasban társaival. 1961 és 1969 között két világbajnoki ezüst- és három-három Európa-bajnoki arany- és ezüstérmet szerzett.
Az 1970-es évek végén agydaganatot diagnosztizáltak nála. Két műtétet követően 1980. október 7-én hunyt el.

## Sikerei, díjai
- Olimpiai játékok
  - ezüstérmes: 1960, Róma (kormányos kettes)
  - bronzérmes: 1968, Mexikóváros (nyolcas)
- Világbajnokság
  - ezüstérmes (2): 1962 (nyolcas), 1966 (kormányos nélküli négyes)
- Európa-bajnokság
  - aranyérmes: (3): 1961 (kormányos kettes), 1965 (kormányos nélküli négyes), 1967 (kormányos négyes)
  - ezüstérmes (3): 1963, 1964, 1969 (nyolcas)